# 药水站 (江原道)
藥水站（韓語：약수역）是朝鮮民主主義人民共和國江原道洗浦郡的一個鐵路車站，属于青年伊川线。

## 邻近车站
青年伊川线
西下站 - 藥水站 - 白山青年站